# Тараховська Єлизавета Яківна
Єлизавета Яківна Парнох, у шлюбі Тараховська ( 15 ( 27 )  липня   1891 , Таганрог — 13 листопада 1968, Москва) — російська поетка, драматургиня і перекладачка. Сестра поетів Валентина Парнаха (близнюк) і Софії Парнок.

## Біографія
Батько — Яків Соломонович Парнох, провізор і власник аптеки, почесний громадянин м. Таганрог. Мати — Олександра Абрамівна Парнох, до шлюбу Ідельсон (1853 — тисяча вісімсот дев'яносто п'ять), лікарка. Закінчила із золотою медаллю жіночу Маріїнську гімназію у м.Таганрог. Навчалася на Бестужевских курсах у Петрограді. У 1920 в Ростові одружилася з «сином Таганрозького купця» Олександром Абрамовичем Тараховським. Шлюб тривав недовго, але прізвище залишила на все подальше життя.
Єлизавета Тараховська перекладала на російську мову вірші для дітей поетів Ю. Тувіма (Польща), До. Мухаммад (Узбекистан), М. Ділбазі (Азербайджан), М. Бараташвілі (Грузія), Е. Межелайтіса (Литва), А. Босева (Болгарія) та багато інших. ін. Досі у багатьох театрах Росії, включаючи Театр ляльок ім. С. В. Образцова, та України йде написана Є. Я. Тараховською казка-вистава «По щучому велінню».
З усіх дітей першого шлюбу Якова Парнох Єлизавета Тараховська в системі радянської літератури виявилася найбільш влаштованою. Ця обставина дозволяла їй допомагати родині свого брата, Валентина Парнаха, у ті роки, коли вони відчували потребу.
Померла Е. Я. Тараховська 13 листопада 1968 в Москві. Похована на Новодівичому кладовищі.

## Публікації
- Тит полетить. — М.: ЗИФ, 1925.

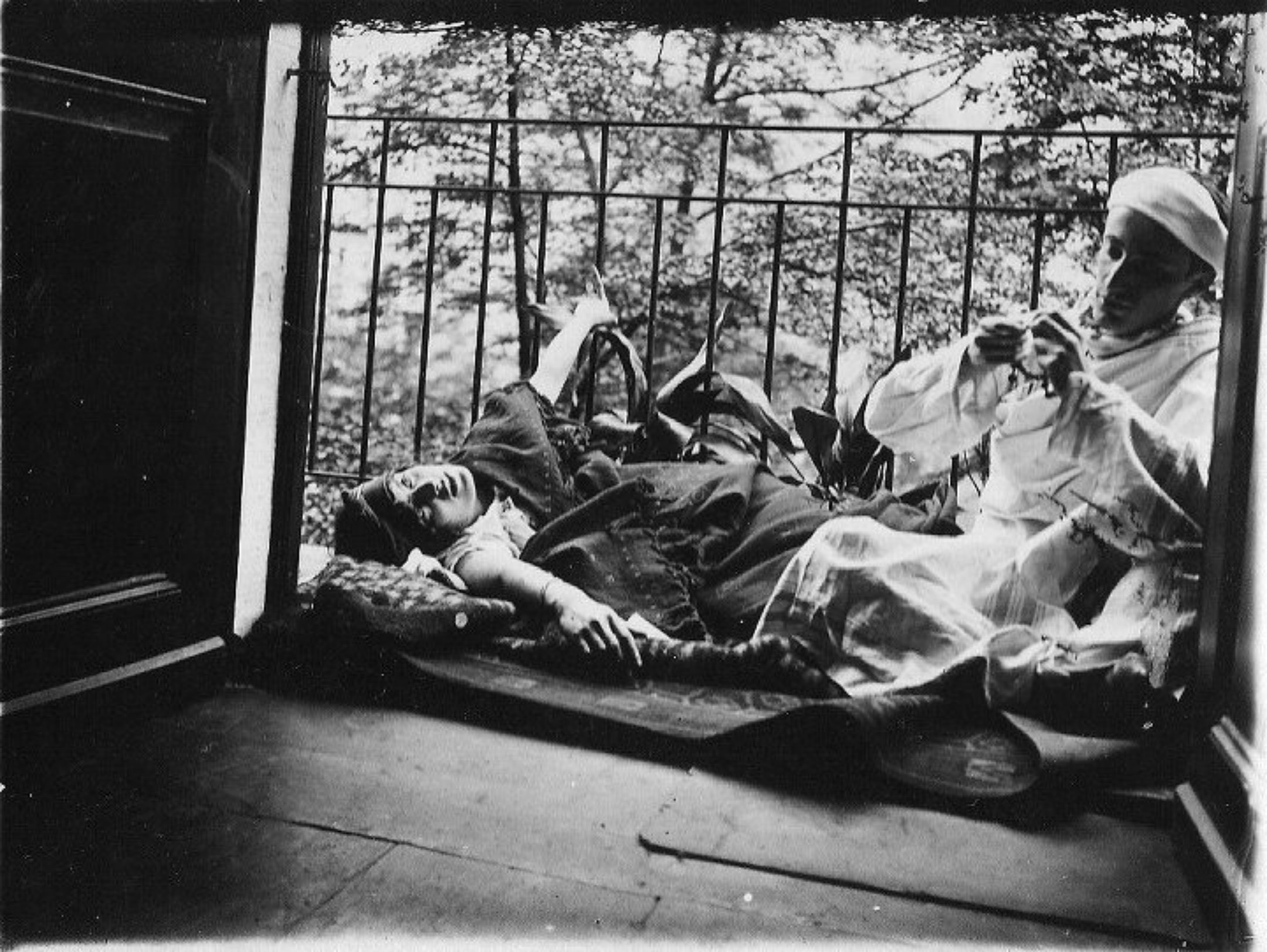
Ліза і Валентин на балконі будинку в м.Таганрог, 1910 р

- Про те, як приїхав шоколад в Моссельпром. — Рязань: Друзі дітей, 1925.
- Город. — 1928.
- Новий будинок. — 1928.
- У Чорного моря. — М.: Гіз, 1928.
- Залізна дорога. — М.: Г. Ф. Міріманов, 1928. — 12 с.
- Сталеві діти. — М.: Гіз, 1929.
- Костя, клоп і мікроскоп. — Л.: Веселка, 1929.
- Дзвін в море. — М.: Гіз, 1930.
- Універмаг. — М.: Гіз, 1930.
- Новий будинок. — М.; Л.: Гіз, 1930.
- Радіобрігада. — М.: Гіз, 1930.
- Де овечка без хвоста? — М.; Л.: Гіз, 1930.
- Бий в барабан! — М.: Гіз, 1930.
- Бий в барабан!  3-е изд.  — М.: Молода гвардія, 1930.
- 12 без п'яти. — М.: Гіз, 1930. — 12 с.
- Новий будинок.  2-е изд.  — М.; Л.: Молода гвардія, 1931.
- Радіобрігада.  2-е изд.  — М.; Л.: Молода гвардія, 1931.
- Метрополітен. — М.: Молода гвардія, 1932.
- Бий в барабан! — М.: Молода гвардія, 1932. — 16 с.мм
- Метрополітен. — М.: Детгиз, 1935.
- Метрополітен.  2-е изд.  — М.: Детиздат, 1936.
- Повітряний парад. — М.; Л.: Детиздат, 1937. — 16 с.
- Метро.  3-е изд.  — М.; Л.: Детиздат, 1938.[4]
- Дружба. — Ташкент: Госиздат УзРСР, 1942.
- Сонячний годинник. — Ставрополь: Ставропольська правда, 1947. — 32 с.
- Сонячний годинник. — М.; Л.: Детгиз, 1947. — 32 с.
- Хвіртка в сад. — М.; Л.: Детгиз, 1949. — 24 с.
- Вірші. — М.; Л.: Детгиз, 1951.
- Метро. — М.: Детгиз, 1951.
- Казка про живу воду. — М.; Л.: Детгиз, 1953. — 32 с.
- Вірші та казки. — М.: Детгиз, 1954. — 192 с.
- Скрипковий ключ. Вірші. — М.: Радянський письменник, 1958. — 111 с.
- Вірші та казки. — М.: Детгиз, 1962. — 206 с.
- Вірші та казки. — М.: Дитяча література, 1965. — 240 с.
- Птах. Вірші. — М.: Радянський письменник, 1965. — 79 с.

## Сім'я
- Парнох Яків Соломонович (1853–1912) — батько, провізор, власник аптеки, член міської Думи м. Таганрога, почесний громадянин Таганрога.
- Парнок Софія Яківна — сестра, російська поетка, перекладачка.
- Парна Валентин Якович — брат, російський поет, перекладач, музикант, танцюрист, хореограф, зачинатель російського джазу.
- Парна Олександр Валентинович — племінник, письменник.
- Парнах Максим Олександрович — двоюрідний онук, художник, педагог.